# Emanuel Nûko
Emanuel Nûko (født 1992 in Ammassalik) er en grønlandsk politiker fra Naleraq.

## Politisk karriere
Ved valget til Inatsisartut i 2018 fik Emanuel Nûko 71 stemmer, det samme antal som hans partifælle Anthon Frederiksen. Efter lodtrækning mellem de to blev Nûko første stedfortræder for Naleraq i Inatsisartut, og han indtrådte i Inatsisartut som suppleant for Pele Broberg som blev finansminister efter valget. Da Naleraq forlod regeringen i september 2018, mistede Nûko sin suppleantplads. Op til folketingsvalget 2019 tog Pele Broberg orlov fra Inatsisartut for at føre valgkamp, så Emanuel Nûko indtog igen Brobergs plads i parlamentet for en tid.
Ved Inatsisartutvalget i 2021 blev Emanuel Nûko for første gang valgt direkte til Inatsisartut, og ved det samtidige kommunalvalg i 2021 blev han første stedfortræder for Naleraq i Sermersooq Kommune. Nûko overtog Pele Brobergs plads i kommunalbestyrelsen da Broberg igen blev minister, og blev ved konstitueringen anden viceborgmester i kommunen.
Den 27. september 2022 ophævede Inatsisartut Emanuel Nûkos parlamentariske immunitet, og han tog orlov fra Inatsisartut 5. oktober på grund af en kommende retssag mod ham. Paneeraq Olsen er hans suppleant i inatsisartut. Nûko tog også orlov fra sin kommunalbestyrelsespost. Han var anklaget for vold og for at overtræde politiets påbud. Retssagen fandt sted i februar 2023 i Sermersooq Kredsrets lokaler i Tasiilaq og endte med frikendelse 12. februar 2023 idet det påståede offer fortalte i retten at han ikke havde været udsat for vold. Anklagemyndigheden ankede imidlertid sagen til Landsretten, som 18. juli 2023 frifandt Emanuel Nûko for vold, men idømte ham en bøde 1.500 kr. for gadeuorden. Som konsekvens af bøden afgjorde Inatsisartut den 11. april 2024 at han ikke længere var valgbar, og han mistede sin plads i parlamentet. Mette Arqe-Hammeken overtog det ledige parlamentsmandat. 18. juli 2024 afgjorde Valgbarsnævnet at han heller ikke længere var valgbar til kommunalbestyrelsen i Sermersooq Kommune, som Nûko ellers var blevet fast medlem af i 2023 efter Pele Broberg var fraflyttet kommunen.
Emanuel Nûko stillede op igen ved parlamentsvalget i 2025 og blev med 68 stemmer tredje stedfortræder for Naleraq i parlamentet.

## Privatliv
Nûko er kok på hotel The Red House in Tasiilaq. Han har en samlever og to børn.